# Dickesbach
Dickesbach è un comune di 440 abitanti della Renania-Palatinato, in Germania.
Appartiene al circondario (Landkreis) di Birkenfeld (targa BIR) ed è parte della comunità amministrativa (Verbandsgemeinde) di Herrstein-Rhaunen.